# Pierre Deniker
Pierre Deniker (Parigi, 16 febbraio 1917 – Parigi, 17 agosto 1998) è stato un medico francese.
Deniker pubblicò numerosi studi sull'uso di medicinali psicotropi in particolare sulla clorpromazina. I suoi successi più noti sono stati la scoperta degli effetti di questo psicofarmaco per la cura delle malattia mentali.

## Biografia
Nato a Parigi, si laureò in Medicina e Chirurgia nel 1955. Divenne successivamente professore di Psichiatria e Neurologia nel 1961. Nel 1985 divenne medico primario presso il centro ospedaliero Sainte-Anne di Parigi.
Fu redattore e collaboratore della rivista parigina L'Encéphale dal 1975 fino alla sua morte avvenuta nel 1998. Fu inoltre membro della prestigiosa Académie nationale de médecine francese. I suoi studi, così come la sua vita, furono legati senza dubbio al collega Jean Delay, anch'esso medico psichiatra. I due individuarono e testarono per la prima volta la clorpromazina per la cura di malattie mentali, oltre a stilare, nel corso dei loro studi un elenco di tutti i farmaci psicotici utilizzati in ambito psichiatrico. Grazie a questi studi, nelle cliniche psichiatriche di molti Paesi del mondo, gli antipsicotici atipici hanno superato i classici metodi e protocolli nella cura di malattie mentali o di altri effetti ad esse collegate. La fortuna della clorpromazina si deve principalmente alle sue proprietà anti-psicotiche, anti-deliranti e anti-allucinatorie, oltre a riservare nei confronti del malato un trattamento umano, assente fino a quel momento negli ospedali psichiatrici del mondo. La scoperta degli effetti terapeutici dei farmaci e in particolare l’effetto di alcune molecole, specialmente della clorpromazina,  portarono ad una rivoluzione nel trattamento di malattie mentali. Tutto ciò fu dovuto allo studio sulle applicazioni cliniche di farmaci neurolettici, ad opera di Deniker e Delay. Tale scoperta rivoluzionò il rapporto tra medici e pazienti. Gli effetti riscontrati dai due psichiatri furono sorprendenti, non solo per la cura di malattie come la schizofrenia ma anche per gli sbalzi d’umore.

## La scoperta della Clorpromazina e i primi utilizzi
L’efficacia antipsicotica del primo neurolettico della storia, la clorpromazina (Largactil), fu scoperta, come si è soliti dire in farmacologia, per serendipità, ossia per l’accorgersi quasi casuale di questa proprietà nel corso di altri studi.
Il dott. Henri Laborit, utilizzandola per la prima volta in relazione ai suoi studi sull’ibernazione artificiale, notò subito gli effetti di stabilizzante vegetativo. Henri Laborit, che all’epoca svolgeva la professione di chirurgo e da circa sette anni studiava la fisiopatologia dello shock, aveva concluso che i danni all’organismo derivati da questa condizione patologica acuta fossero da attribuire alla vasocostrizione generalizzata conseguente all’iperattività dell’ortosimpatico. Nel 1951, Laborit e Huguenar introdussero la terapia dello shock con vasodilatatori: bloccarono la costrizione dei vasi mediante un cocktail litico di clorpromazina, prometazina e meperidina, ottenendo profonda sedazione ed ipotermia. Era nata la procedura etichettata enfaticamente col nome di "ibernazione artificiale terapeutica". Ma Henri Laborit comprese la sua peculiarità rispetto a quello dei sedativi e le sue potenzialità terapeutiche, prescrivendola già nel 1951. Furono questi primi studi ad affascinare Deniker e Jean Delay, i quali decisero di studiarne gli effetti più approfonditi, soprattutto quelli che si generavano nel sistema nervoso. Il 25 Febbraio del 1952 presso la Société médico-pshycologique di Parigi, Joseph Hamon, Jean Paraire e Jean Vellux presentarono un caso di schizofrenia trattato in precedenza mediante diverse sedute di elettro-shock ma senza alcun risultato.. Deniker convinto fermamente degli effetti curativi della clorpromazina decise di utilizzarla e di studiarne gli immediati effetti sul paziente. I risultati furono eccezionali. Lo stesso anno, Jean Delay e Pierre Deniker, presentarono gli effetti ottenuti dal farmaco con la pubblicazione di sei articoli scientifici.
In queste pubblicazioni furono presentati diversi casi di malati mentali affetti da diverse patologie, quali schizofrenia, manie ossessivo-compulsive, casi di delirio/confusione e agitazioni, in particolare alcuni di questi pazienti furono completamente guariti, in altri casi invece si ottennero notevoli miglioramenti. La clorpromazina risultò in seguito efficace anche nella cura di altri tipi di disturbi quali: insonnia e agitazione.

## La Fondazione
Grazie agli studi effettuati da Deniker, fu fondata in suo onore la Fondation Pierre Deniker che porta il suo nome e che da anni si occupa di cure e prevenzioni contro malattie mentali.

## Pubblicazioni
- La psychopharmacologie, 1966
- Maniement des médicaments psychotropes, 1980
- Broché - Maniement des médicaments psychotropes, 1980
- Les drogues: trafic et contagion, 1988
- Précis de psychiatrie clinique de l'adulte, 1990
- Fou, moi?: La psychiatrie hier et aujourd’hui, 1998